# Мессениус, Арнольд Юхан
Арнольд Юхан Мессениус (швед. Arnold Johan Messenius, 1608—1651) — шведский историк, сын Иоаннеса Мессениуса. Часть молодости также провел в заключении. Правительство поручило ему отправиться в Польшу и отыскать рукопись «Scandia illustrata», увезенную туда его матерью после смерти его отца. Мессениусу удалось исполнить это поручение и найти еще ряд любопытных шведских документов. Тогда ему и поручили написать историю Сигизмунда и Карла IX. В 1646 году Мессениус назначен был королевским историографом. Он не имел ни исторического таланта отца, ни критического чутья его, ни усидчивости и трудолюбия. Вскоре Мессениус принял участие в разных политических происках, решительно осуждая многие меры правительства, и в 1651 году был казнён. В стокгольмском архиве хранится его рукописная история вражды Сигизмунда и Карла IX.